# 屈列讷
屈列讷（法語：Curienne，法語發音：[kyʁjɛn]）是法国萨瓦省的一个市镇，属于尚贝里区。

## 地理
屈列讷（45°33'58"N, 6°0'34"E）面积8.55 平方千米，位于法国奥弗涅-罗讷-阿尔卑斯大区萨瓦省，该省份为法国东部省份，历史上为薩伏依的一部分，北起上萨瓦省，西接伊泽尔省和安省，南部和东部与上阿尔卑斯省和意大利接壤。
与屈列讷接壤的市镇（或旧市镇、城区）包括：巴尔比、沙勒莱索、希尼安、圣让达尔韦、圣茹瓦尔普里约雷、拉蒂勒。

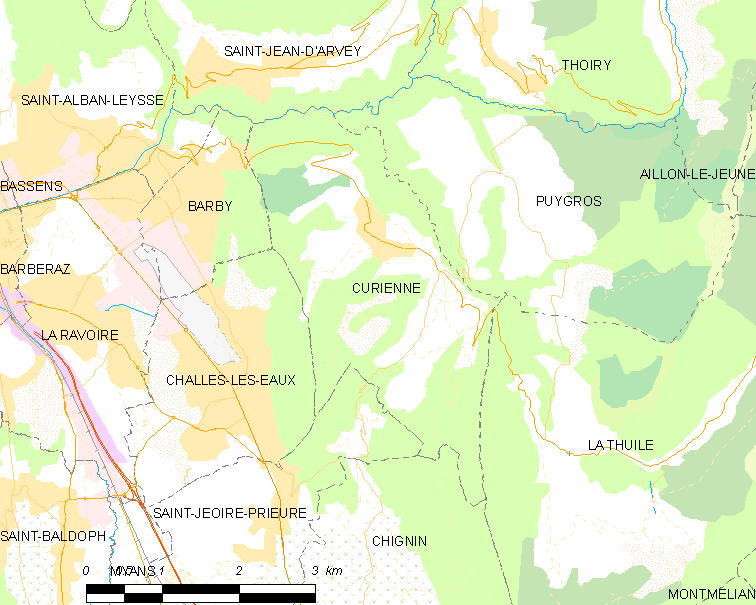
屈列讷的OSM定位图

屈列讷的时区为UTC+01:00、UTC+02:00（夏令时）。

## 行政
屈列讷的邮政编码为73190，INSEE市镇编码为73097。

## 政治
屈列讷所属的省级选区为圣阿尔邦莱斯县。

## 人口

1962-2008年间屈列讷人口变化图示

屈列讷于2022年1月1日时的人口数量为693人。